# Katarzyna Karina Chmiel-Gugulska
Katarzyna Karina Chmiel-Gugulska (en ocasiones anglicado como Catherine) es una artista, ilustradora, escritora y traductora de nacionalidad polaca. En la universidad estudió filosofía y arte, y entre sus pasiones se encuentra la zoología. Su obra abarca multitud de temas, entre los que destacan los relacionados con el legendarium de J. R. R. Tolkien, que es su trabajo más notable y por el que es más reconocida. Catherine ha representado a Polonia en el arte relacionado con Tolkien en exposiciones internacionales: «Imágenes de la Tierra Media» en Italia (noviembre de 2002), en trabajos para el fanfilm Born of Hope y en la revista Aiglos. También es autora e ilustradora de otros libros, incluidos La historia de San Jacinto de Cracovia [pol. Opowieść o Świętym Jacku Odrowążu] (2013) y La historia de Santa Eduviges de Anjou [pol. Opowieść o Świętej Jadwidze Andegaweńskiej] (2016). También es traductora de inglés. Tradujo, entre otros: Explorando a J.R.R. Tolkien "El Hobbit" [ing. Exploring J.R.R. Tolkiens "The Hobbit"; pol. Odkrywanie Hobbita J.R.R. Tolkiena] (2012, junto con Agnieszka Sylwanowicz).
Chmiel es una colaboradora habitual en varias editoriales, como Egmont y  también ha trabajado con algunas agencias de publicidad como J. Walter Thompson, Leo Burnett y Saatchi & Saatchi. Catherine es miembro de la Sociedad Tolkien Polaca.

## Trabajos sobre Tolkien
Sus trabajos sobre el universo Tolkien se fundamentan en los siguientes temas:
Boromir 

- Amon Hen.
- Seek for the sword that was broken.
- Path Galen.
- Son of Gondor.

Feanor 

- Feanor and Nerdanel.
- Maglor took pity upon Elros and Elrond.
- Maedhros, Amrod and Amras.
- And they prepared to die.

Maeglin 

- In the land of Himlad.
- Telling the servants of Eol that they went to seek the sons of Feanor.
- The prince of Gondolin.
- Idril and Maeglin.

El Señor de los Anillos

- Retratos de Sam, Pippin, Gimli, Legolas...
- The White Lady of Rohan.
- Dances with wolves
- Faramir and Eowyn - a kiss on the walls.

El Silmarillion

- Fingolfin.
- The Leap of Beren.
- Luthien and Huan.
- The children of Hurin.

## Publicaciones
- Irvine, Lucy (1995). Rozbitkowie (en polaco). Prószyński i S-ka. ISBN 83-85661-79-4.
- «Reflections on Good in Tolkien's Legendarium». Aiglos (número especial de verano de 2005).
- «A Few Words About Fanfiction». Aiglos (4). 2005.